# Эспоо Метро Арена
Эспоо Метро Арена (фин. «Espoo Metro Areena»), прежнее название Барона-арена (фин. «Barona-areena») и ЛансиАвто Арена (фин. «Länsiauto-areena») — многофункциональное концертно-спортивное сооружение в городе Эспоо, Южная Финляндия, Финляндия. Вмещает 7017 зрителей в варианте с хоккейной коробкой и 8414 зрителей в концертно-развлекательном варианте. Также есть, тренажёрный зал, 3 конференц-зала, ресторан. Парковка рассчитанная примерно на 1600 автомобилей.
Эспоо Метро Арена является домашней ареной хоккейного клуба Эспоо Блюз, выступающего в СМ-Лиге. Открыта арена 28 января 1999 года. В матче открытия Эспоо Блюз, принимал на арене, хоккейный клуб ХИФК, из города Хельсинки.

## Значимые мероприятия
С 8 по 14 марта 1999 года на льду арены прошли матчи 5-го чемпионата мира по хоккею с шайбой среди женских команд, в том числе финальный матч, а также матч за 3-е место, в котором команда хозяев обыграла сборную команду Швеции со счетом 8:2 и стала пятикратным бронзовым призёром чемпионатов мира среди женских команд.
В 2008 году на льду «ЛансиАвто Арена» в рамках регулярного чемпионата КХЛ провела 2 домашние игры команда Динамо Рига. 26 октября состоялась игра с командой «Ак Барс», а 27 октября — с тольяттинской Ладой.
Каждый год здесь проходит международный турнир по фигурному катанию, организуемый Федерацией фигурного катания Финляндии. Finlandia Trophy проходит в начале осени.